# Rotta
Rotta este o comună în Saxonia-Anhalt, Germania